# Ann-Cathrin Uhl
Ann-Cathrin Uhl  (*  24. April 1996) ist eine deutsche Skilangläuferin und Bergläuferin. 

## Werdegang

### Skilanglauf
Ann-Cathrin Uhl war von der Saison 2008/09 bis zur Saison 2010/11 im Deutschen Schülercup, wo sie in der Saison 2008/09 in der Gesamtwertung Neunte wurde. In der Saison 2011/12 gab sie ihr Debüt im Deutschlandpokal und kam in der Gesamtwertung in der Kategorie Jugend 16 auf den 20. Platz. Bei den Deutschen Meisterschaften 2012 in Oberwiesenthal erreichte sie in der Kategorie U16 im Skiathlon den 22. Platz, im Einzel klassisch den 10. Platz und im Team Sprint mit Julia Rohrer in Balderschwang den 10. Platz. Im Deutschlandpokal kam sie in der Saison 2012/13 in der Gesamtwertung auf den 28. Platz und eine Saison später auf den 36. Platz in der Kategorie U18. Bei den Deutschen Meisterschaften 2013 in Bayerisch Eisenstein kam sie im Sprint klassisch auf den 20. Platz, im Skiathlon auf den 15. Platz, im Einzel auf den 24. Platz, in Finsterau im Massenstart klassisch auf den 18. Platz und im Team Sprint mit Vera Gruber auf den 11. Platz in der Kategorie U18. Neben dem Deutschlandpokal nahm sie an FIS- und Juniorenrennen teil. Bei den Deutschen Meisterschaften 2014 in Sulzberg im Einzel erreichte sie den 21. Platz und im Massenstart klassisch auf den 20. Platz in der Kategorie U18. Von der Saison 2014/15 bis zur Saison 2017/18 nahm sie ausschließlich an Skilanglaufrennen in den USA teil. Seit der Saison 2018/19 nimmt sie an der Skilanglaufserie Ski Classics teil. Bei der Universiade 2019 in Krasnoyarsk erreichte sie im 5 km klassisch, im 5 km Verfolgung den 26. Platz und im 15 km Massenstart den 34. Platz.

### Berglauf
Neben dem Skilanglauf ist sie als Leichtathletin aktiv und trat in ihrer Jugend bei der Deutschen Schüler-Mannschaftsmeisterschaft 2008 in Haslach im 800-Meter-Lauf in der Kategorie U14 an. Sie lief eine Zeit von 2:54,1 Minuten. Seit dem Jahr 2016 nimmt sie an Bergläufe teil. Sie bestritt am 16. Juli 2016 beim Karwendel-Berglauf ihren ersten Berglauf mit einer Zeit von 1:28:49 Minuten und erreichte den 10. Platz. Bei den Deutschen Berglauf-Meisterschaften 2016 im Rahmen des Tegelberglaufs erreichte sie in der Gesamtwertung der Frauen den 30. Platz und in der Mannschaft gewann sie mit der LG Brandenkopf die Silbermedaille. Ein Jahr später wurde sie bei den Deutschen Berglauf-Meisterschaften 2017 im Rahmen des Arberland Berglaufs in der Gesamtwertung der Frauen 30. und mit der Mannschaft Fünfte. Im Jahr 2018 belegte sie beim 33. Internationalen Oberrieder Tote Mann Berglauf 2018 in der Gesamtwertung der Frauen den fünften Platz. Bei den Deutschen Berglauf-Meisterschaften 2018 im Rahmen des Brockenlaufs erreichte sie in der Gesamtwertung der Frauen den 23. Platz und in der Mannschaft gewann sie die Goldmedaille.